# حسين النويقي
حسين علي النويقي مواليد 3 ديسمبر 1995 في القطيف ، السعودية، هو لاعب كرة قدم سعودي كان يلعب في نادي الخليج حتّى عام 2023. يلعب حاليًا في نادي الرياض.

## وصلات خارجية
- حسين النويقي على موقع Soccerway.com (الإنجليزية)